# تلویزیون ملی ایران (آمریکا)
تلویزیون ملی ایران (NITV) شبکهٔ تلویزیونی ۲۴ ساعته فارسی‌زبان مستقل و خصوصی بود که دفتر مرکزی و استودیوی آن در وودلند هیلز کالیفرنیا قرار داشت. شعبهٔ اروپایی آن در لندن، انگلستان می‌بود. NITV با هیچ گونه گروه سیاسی یا دولت وابستگی نداشت. این شبکه را ضیا آتابای خوانندهٔ قدیمی در فروردین ماه ۱۳۷۹ بنیان گذاشته بود. پس از آنکه این شبکه در ایران دیده شد با فرستادن پارازیت از سوی دولت ایران روبرو شد. پس از برخورد با فشارهای مالی به گونهٔ شبکه ای کارتی با فروش اشتراکی درآمد و در پایان به تعطیلی کشیده شد.
به نوشتهٔ رضا غلامی این شبکه معیاری ارایه کرد برای بسیاری از دیگر شبکه‌های تلویزیونی پارسی زبان که پس از آن آغاز بکار کردند. از نمایه‌های بدیع آن نخست به بحث کشیدن و بیان صریح مخالفت با جمهوری اسلامی در سیاست و آزادی‌های فرهنگی بود که به ایرانیان درون کشور شمه ای از زندگی آزاد ایرانیان در تبعید را نشان می‌داد و به اتحاد بالقوه میان ایرانیان رهنمون بود. این همزمان بود با دولت اصلاح طلب خاتمی که کمی از فشارها کاسته بود. دوم آنکه این شبکه با هیچ گروه سیاسی وابستگی نداشت و سوم آنکه این شبکه بسیاری از شخصیت‌های محبوب پیش از انقلاب را بکار گرفته بود و آمیزه ای از برنامه‌های فرهنگی، علمی و سیاسی برای همبستگی ایران درون و برون مرز ساخته بود.
برنامه گزاران این شبکه ازین قرار بودند: آیلین ویگن، رافی خاچاتوریان، شهروز رفیعی، نورالدین ثابت ایمانی، مژده حبیبی، علیرضا میبدی، داوود رمزی، ناصر انقطاع، شهیار قنبری، بهرام مشیری، زویا زاکاریان، پرویز کاردان، هنگامه افشار، شهبال شب‌پره، نهضت فرنودی، آرش حفیظی، ساسان کمالی، میترا رشیدی، اردوان مفید، ابراهیم ویکتوری، اشکان روزبهانی، آزیتا ساعیان، علی فخرالدین، فرامرز آصف، هما محمودی، مانوک خدابخشیان، بهنود مکری، پرویز قاضی سعید
در شهریور ماه ۱۳۷۹ تماسی تلفنی با برنامه میبدی گرفته شد که ادعا می‌کرد از اصفهان تصاویر این شبکه را مشاهده می‌کند. میبدی پرسید من کیستم؟ و آن شخص گفت نمی‌دانم ولی شما را در تلویزیون می‌بینم. میبدی که باور نمی‌کرد شمارهٔ فرد را گرفت که خود با او تماس بگیرد وی سیبی را در دست گرفت و پرسید در دستان من چیست؟ آن فرد پاسخ داد: یک سیب. سپس یک خودکار. در آن هنگام آنها گریستند.
این شبکه در میان نخستین شبکه‌های پارسی زبان مستقر در بیرون از کشور بود که صدا و سیمای خود را به مرزهای ایران در اواخر دهه ۷۰ هجری فرستاده بود. دولت ایران این شبکه‌ها را غیرقانونی و بر ضد نظام می‌خواند. فرستنده‌های این شبکه از ماهواره هاتبرد بودند.